# ゴロク・チベット族自治州
ゴロク・チベット族自治州（ゴロク-チベットぞく-じちしゅう）は中華人民共和国青海省東南部に位置するチベット民族の自治州。チベット名はゴロク・プーリー・ランキョン・クル（チベット文字：མགོ་ལོག་བོད་རིགས་རང་སྐྱོང་ཁུལ་）。中国名「果洛」は、チベット名の音写である。チベットの伝統的な地理区分ではアムド地方の南部に相当する。自治州の首府は瑪沁県にある。

## 地理
北方から東方にかけて青海省の海西モンゴル族チベット族自治州、 海南チベット族自治州、黄南チベット族自治州、甘粛省の甘南チベット族自治州と、東南方は四川省のアバ・チベット族チャン族自治州と、南方は同カンゼ・チベット族自治州と、西方は青海省の玉樹チベット族自治州と接する。
チベット高原の東部に位置し、南部にはバヤンカラ山脈、北部にはアムネマチン峰が横たわり、東部には大渡河の源流となる年保玉則（ゴロク山）がある。黄河（州内では瑪曲とも呼ばれる）が全域を横断し、州の西北部には大型の湖である鄂陵湖（オリンノール）、扎陵湖（ザリン湖）、ドゲツァオナ湖が広がっている。州全体の面積は74,246平方キロメートルで、常住人口は21.56万人。果洛州には広大な草原が広がり、経済は主に牧畜業に依存している。

## 民族
| 民族       | 人口    | 比例   |
| ---------- | ------- | ------ |
| チベット族 | 126,395 | 91.63% |
| 漢族       | 9,096   | 6.59%  |
| 回族       | 1,529   | 1.11%  |
| サラール族 | 329     | 0.24%  |
| トゥ族     | 302     | 0.22%  |
| その他     | 289     | 0.21%  |

（2000年調査）

## 行政区画
この自治州は6県（ゾン、rdzong）から成り、州人民政府は瑪沁県に位置する。
- 瑪沁県（マチェン・ゾン、rma chen rdzong）
- 瑪多県（マトェ・ゾン、rma stod rdzong）
- 甘徳県（ガンデ・ゾン、dga' bde rdzong）
- 久治県（チクティル・ゾン、gcig sgril rdzong）
- 達日県（タルラク・ゾン、dar lagl rdzong）
- 班瑪県（ペマ・ゾン、pad ma rdzong）

| ゴロク・チベット族自治州の地図            |
| ----------------------------------------- |
| 瑪沁県 瑪多県 甘徳県 久治県 達日県 班瑪県 |

### 年表
この節の出典

#### ゴロク・チベット族自治区
- 1953年9月30日 - 青海省ゴロク直属区がゴロク・チベット族自治区に昇格。(1自治区)
- 1954年12月7日 - 甘徳県が発足。(1県)
- 1955年3月 - 甘徳県の一部が分立し、久治県・班瑪県が発足。(3県)
- 1955年10月31日 - ゴロク・チベット族自治区がゴロク・チベット族自治州に改称。

#### ゴロク・チベット族自治州
- 1955年10月31日 - ゴロク・チベット族自治区がゴロク・チベット族自治州に改称。(4県)
  - 甘徳県の一部が分立し、達日県が発足。
- 1957年10月28日 (6県)
  - 甘徳県の一部が分立し、瑪沁県が発足。
  - 達日県・甘徳県の各一部が合併し、瑪多県が発足。
- 1958年3月24日 - 海南チベット族自治州興海県の一部が瑪沁県に編入。(6県)
- 1959年4月30日 (6県)
  - 海南チベット族自治州同徳県を編入。
  - 瑪多県が海南チベット族自治州に編入。
  - 久治県の一部が四川省アバ・チベット族自治州アバ県に編入。
- 1962年8月21日 (6県)
  - 久治県の一部が甘粛省甘南チベット族自治州マチュ県に編入。
  - 甘粛省甘南チベット族自治州マチュ県の一部が甘徳県・瑪沁県に分割編入。
- 1962年11月3日 (6県)
  - 同徳県が海南チベット族自治州に編入。
  - 海南チベット族自治州瑪多県を編入。

## 交通

### 道路
- 高速道路
  - 西麗高速道路
  - 徳馬高速道路
- 国道
  - G214国道

## 観光
- ラプギャ･ゴンパ（拉加寺、རྭ་རྒྱ་དགོན）：チベット仏教寺院。2013年に全国重点文物保護単位に指定された。
- アムネマチン（阿尼玛卿山、ཨ་མྱེ་རྨ་ཆེན།）：崑崙山脈の東部に属する山脈。
- 黄河源流地域：ザリン湖（扎陵湖）、オリン湖（鄂陵湖、オリンノール）、ドゲツァオナ湖（冬给错纳湖）、星宿海などが瑪多県に点在する。